# Aliquotregister
Aliquotregister (auch Aliquotstimmen, Obertonregister oder Hilfsstimmen) sind Orgelregister, bei denen nicht der angeschlagene Ton selbst, sondern einer seiner (aliquoten) Obertöne erklingt.

## Allgemeines
Diese Register sind normalerweise nur in Verbindung mit mindestens einem Grundregister (etwa einem 8′-Register) zu spielen. In wenigen Fällen sind aber auch Kombinationen wie zum Beispiel 4′ + 2 2⁄3′ oder 2 2⁄3′ + 2′ einsetzbar. In Ausnahmefällen können eine Quinte 5 1⁄3′ oder 2 2⁄3′ oder eine Terz 1 3⁄5′ auch allein gespielt werden. Da durch den Einsatz einer Aliquote die Obertonzusammensetzung des Klanges verändert wird, dienen solche Aliquoten der Klangfärbung. Eine Ausnahme stellen Quinten in Prinzipalmensur dar, die zum Labialplenum gezogen werden.
Aliquotregister werden vorzugsweise für Soloregistrierungen verwendet.
Bei der Soloregistrierung gilt folgende Faustregel: Die in der Regel als gemischter Bruch angegebene Fußtonzahl wird in einen echten Bruch umgewandelt; der Zähler kennzeichnet dann das zu verwendende Grundregister (Beispiel: Das Grundregister zu 1 3⁄5′ = 8⁄5′ ist somit ein 8′). Da das Aliquotregister auch in deren Teiltonreihe enthalten ist, können jedoch auch um eine oder zwei Oktaven tiefer liegende Grundregister verwendet werden. So wird häufig die Kombination 8′ + 1 1⁄3′ verwendet. Da sich (zu) hoch liegende Aliquoten je nach Intonation manchmal nicht so gut mit dem Grundregister mischen, kann in solchen Fällen ein dazwischen liegendes Oktavregister vermitteln (8′ + 4′ + 1 1⁄3′).
Die meisten Aliquotregister sind für eine 8′-Basis (Obertöne zu 8′, also Quinte 2 2⁄3′, Terz 1 3⁄5′, Septime 1 1⁄7′ und None 8⁄9′) ausgelegt. Im Hauptwerk großer Orgeln und im Pedalwerk finden sich auch Aliquotregister, die eine 16′-Basis benötigen. Aliquotregister zur 4′-Basis sind mit Ausnahme der Quinte 1 1⁄3′ selten, da die Terz 4⁄5′ bei dem heute üblichen Manualumfang bis g3 fast die obere menschliche Hörgrenze erreicht. Die Aliquotregister selbst werden meistens grundtönig mit nur schwach ausgeprägtem eigenen Obertonspektrum intoniert, da ausgeprägte Obertöne der Aliquotregister einer klanglichen Verschmelzung mit den anderen gezogenen Registern (z. B. 8′, 4′, 2′, 1′) zu einem Gesamtklang entgegen stünden. Der Gesamtklang würde „auseinanderfallen“. Daher werden weite Mensuren bevorzugt. Für die typischen Soloregistrierungen werden die Aliquotregister meist mit weit mensurierten Registern in Oktavlage kombiniert, um eine optimale Klangverschmelzung zu erreichen.
Eine Orgelstimme aus mehreren Aliquotreihen ist eine gemischte Stimme.

## Einfache Aliquotregister

### Übersicht
Durch Aliquotregistern werden Teiltöne verstärkt, die hier zunächst – bezogen auf den Grundton C mit der Frequenz 66 Hz – aufgelistet sind.
| Naturton              | Ton    | Frequenz | Frequenzverhältnis zum Grundton | Harmonischer Abstand zum Grundton | Fußtonzahl | Bezeichnung im Orgelbau auch Registername |
| --------------------- | ------ | -------- | ------------------------------- | --------------------------------- | ---------- | ----------------------------------------- |
| 1. Teilton (Grundton) | C      | 66 Hz    | 1:1                             | Prime                             | 8′         | verschiedene (Äquallage)                  |
| 1. Oktave 2. Teilton  | c0     | 132 Hz   | 2:1                             | Oktave                            | 4′         | Oktave                                    |
| 3. Teilton            | g0     | 198 Hz   | 3:1                             | Oktave + reine Quinte (Duodezime) | 2 ⁄3′      | Quinte                                    |
| 2. Oktave 4. Teilton  | c1     | 264 Hz   | 4:1                             | 2 Oktaven                         | 2′         | Superoktave, Oktave                       |
| 5. Teilton            | e1     | 330 Hz   | 5:1                             | 2 Oktaven + große Terz            | 1 3⁄5′     | Terz                                      |
| 6. Teilton            | g1     | 396 Hz   | 6:1                             | 2 Oktaven + reine Quinte          | 1 ⁄3′      | Superquinte, Quinte                       |
| 7. Teilton            | ≈ b1   | 462 Hz   | 7:1                             | 2 Oktaven + Naturseptime          | 1 ⁄7′      | Septime, Sept                             |
| 3. Oktave 8. Teilton  | c2     | 528 Hz   | 8:1                             | 3 Oktaven                         | 1′         | Oktävlein, Superoktave, Oktave            |
| 9. Teilton            | d2     | 594 Hz   | 9:1                             | 3 Oktaven + große Sekunde         | 8⁄9′       | None                                      |
| 10. Teilton           | e2     | 660 Hz   | 10:1                            | 3 Oktaven + große Terz            | 4⁄5′       | Terz                                      |
| 11. Teilton           | ≈ fis2 | 726 Hz   | 11:1                            | 3 Oktaven + Alphorn-Fa            | 8⁄11′      | Undezime, Elfte                           |
| 12. Teilton           | g2     | 792 Hz   | 12:1                            | 3 Oktaven + reine Quinte          | 2⁄3′       | Superquinte, Quinte                       |
| 13. Teilton           | ≈ gis2 | 858 Hz   | 13:1                            | 3 Oktaven + (≈)kleine Sexte       | 8⁄13′      | Tredezime                                 |
| 14. Teilton           | ≈ b2   | 924 Hz   | 14:1                            | 3 Oktaven + Naturseptime          | 4⁄7′       | Septime, Sept                             |
| 15. Teilton           | h2     | 990 Hz   | 15:1                            | 3 Oktaven + große Septime         | 8⁄15′      | Durseptime                                |
| 4. Oktave 16. Teilton | c3     | 1056 Hz  | 16:1                            | 4 Oktaven                         | 1⁄2′       | Superoktave, Oktave                       |
| usw.                  |        |          |                                 |                                   |            |                                           |

### Quinte
Die Quinte ist ein Register, das den 3. Teilton erklingen lässt. Sie hat daher Drittelfußmaß.
Es kommen offene und gedeckte Labialpfeifen zum Einsatz. Quinten in Prinzipalmensur werden zum Labialplenum gezogen, weit mensurierte Quinten (Nasat, Nasard) werden normalerweise für Soloregistrierungen verwendet. Die Lagen 1 1⁄3′ und 2 2⁄3′ werden meist offen gebaut, die tieferen Lagen normalerweise gedeckt. Eine Quinte ist selbst in den meisten Kleinorgeln und Positiven vorhanden. Zumeist handelt es sich dabei um eine Quinte 1 1⁄3′. In großen Orgeln steht im Hauptwerk oft auch eine weit mensurierte Quinte 5 1⁄3′ (frz.: Gross Nasard). Aus Lingualpfeifen bestehende Quinten (Trompeta quinta) sind sehr selten. Quinten sind auch in den meisten gemischten Stimmen enthalten (Mixtur, Scharff, Zimbel, Sesquialter, Tertian, Kornett).
Im Pedal stehend bildet die gedeckte Quinte 10 2⁄3′ zusammen mit einem vorzugsweise offenen 16′-Register ein akustisches 32′-Register mit Hilfe des Residualtons oder unterstützt ein vorhandenes 32′-Register, entsprechend bildet die gedeckte Quinte 21 1⁄3′ zusammen mit einem vorzugsweise offenen 32′-Register ein akustisches 64′-Register oder unterstützt ein vorhandenes 64′-Register.
Der dritte Teilton, also 2 2⁄3′ bei 8′-Basis, gibt eine etwas hohle Färbung des Klanges, er betont zugleich den Grundton, da er auf keinen anderen Ton (beispielsweise 4′) bezogen werden kann. Die Kombination aus Gedackt 8′ und Nasat 2 2⁄3′ ergibt einen Klang, der dem einer Quintadena 8′ ähnelt. Der 6. Teilton, also 1 1⁄3′ bei 8′-Basis, dagegen hellt den Klang auf und betont leicht die Oktave. Die Quinte 1 1⁄3′ erfüllt in Kleinorgeln und Positiven, aber auch in Nebenwerken größerer Orgeln oft zwei Funktionen. Zum einen wird sie als Aliquot für Soloregistrierungen verwendet. Zum anderen bildet sie die Klangkrone des Plenums an Stelle einer gemischten Stimme (Mixtur, Scharff, Zimbel).
Von allen Aliquotregistern bewirkt die Quinte die schwächste Klangfärbung.
Bei der Quinte gibt es eine Besonderheit: Bei gleichstufiger Stimmung weicht die gleichstufige Quinte von der reinen Quinte nur um −2 Cent ab. Daher werden Quinten nicht immer als eigene Pfeifenreihe gebaut, sondern auch im Extensionsverfahren aus Oktavpfeifenreihen gewonnen. Dies wird vor allem in den tiefen Lagen (21 1⁄3′, 10 2⁄3′) angewendet. Insbesondere die Quinte 21 1⁄3′ wird häufig auf diese Weise realisiert. Die bisher einzige bekannte über den gesamten Pedalumfang verfügbare Quinte 42 2⁄3′ in der Orgel der Atlantic City Convention Hall in Atlantic-City (USA) ist eine Extension aus dem vorhandenen 64′-Register. In der Cadet Chapel in West Point (USA) finden sich zwei Quinten 42 2⁄3′, die aber aus vorhandenen 32′-Registern gewonnen werden und daher erst ab Pedaltaste F klingen.

### Terz
Die Terz (Tertia, Tierce) ist ein meist offenes, weit mensuriertes Labialregister, das den 5. Teilton erklingen lässt. Sie hat daher Fünftelfußmaß.
Am häufigsten ist die Terz 1 3⁄5′, in großen Orgeln steht im Hauptwerk mitunter auch eine Terz 3 1⁄5′ (frz.: Grosse Tierce), in größeren französischen Barockorgeln ist diese „Grosse Tierce“ üblich. Die Terz wird normalerweise für Soloregistrierungen verwendet. Tiefere Lagen als 3 1⁄5′ stehen sehr selten im Pedal, sind dann normalerweise mit gedeckten Labialpfeifen ausgeführt und dienen zur Unterstützung eines 32′- oder 64′-Registers oder Bildung eines akustischen 32′- oder 64′-Registers mit Hilfe des Residualtons. Die Terz ist auch Bestandteil diverser gemischter Stimmen (Kornett, Sesquialter, Terzzimbel). Die Klangfärbung durch die Terz ist wesentlich stärker als die durch die Quinte, aber schwächer als die durch die Septime.
Die Terz allein mischt sich meist nicht ausreichend mit dem Grundregister. Vermittelt wird durch das Zuziehen einer Quinte und oft auch ein oder zwei Oktaven, also z. B. 8′ + 4′ + 2 2⁄3′ + 1 3⁄5′. Eine Besonderheit ist die Registrierung ohne 8′-Grundregister, also 4′ + 2 2⁄3′ + 2′ + 1 3⁄5′. Der 8′ entsteht dabei als Residualton. Diese Registrierung eignet sich vor allem für schnelle Basssoli, da die mitunter etwas träge Ansprache eines 8′ im Bassbereich umgangen wird.

### Septime
Die Septime (Sept) ist ein meist offenes, weit mensuriertes Labialregister, das den 7. Teilton erklingen lässt. Sie hat daher Siebtelfußmaß.
Am häufigsten ist die Septime 1 1⁄7′, in großen Orgeln steht im Hauptwerk gelegentlich auch eine Septime 2 2⁄7′. Die Septime wird normalerweise für Soloregistrierungen verwendet. Tiefere Lagen als 2 2⁄7′ stehen sehr selten im Pedal, sind dann normalerweise mit gedeckten Labialpfeifen ausgeführt und dienen zur Unterstützung eines 32′- oder 64′-Registers oder Bildung eines akustischen 32′- oder 64′-Registers mit Hilfe des Residualtons. Die Septime ist auch Bestandteil diverser gemischter Stimmen (Septimenkornett, Septzimbel, Hölzern Gelächter).
Die Septime allein mischt sich meist nicht ausreichend mit dem Grundregister. Vermittelt wird durch das Zuziehen einer Quinte und ein oder zwei Oktaven, also z. B. 8′ + 4′ + 2 2⁄3′ + 1 1⁄7′, oder es wird auch noch eine Terz zugezogen. Die Septime erfordert wegen ihrer starken Klangfärbung einen ausreichend kräftigen „Unterbau“ mit Grundregistern und tieferen Aliquoten, um ein Auseinanderfallen des Gesamtklangs zu verhindern.

### None
Die None ist ein meist offenes, weit mensuriertes Labialregister, das den 9. Teilton erklingen lässt. Sie hat daher Neuntelfußmaß.
Am häufigsten ist die None 8⁄9′, in großen Orgeln steht im Hauptwerk gelegentlich auch eine None 1 7⁄9′. Die None wird normalerweise für Soloregistrierungen verwendet. Tiefere Lagen als 1 7⁄9′ stehen sehr selten im Pedal, sind dann normalerweise mit gedeckten Labialpfeifen ausgeführt und dienen zur Unterstützung eines 32′- oder 64′-Registers oder Bildung eines akustischen 32′- oder 64′-Registers mit Hilfe des Residualtons. Die None ist auch Bestandteil diverser gemischter Stimmen (Nonenzimbel, Hölzern Gelächter).
Die None allein mischt sich meist nicht ausreichend mit dem Grundregister. Vermittelt wird durch das Zuziehen einer Quinte und ein oder zwei Oktaven, also z. B. 8′ + 4′ + 1 1⁄3′ + 8⁄9′, oder es werden auch noch eine Terz und eine Septime zugezogen. Bei Registrierungen mit None ist die Gefahr des Auseinanderfallens des Gesamgklangs recht groß, weshalb die Lücke zwischen None und dem nächsttieferen Register im Gesamtklang nicht zu groß sein sollte. Die Klangfärbung durch die None ist schwächer als die Klangfärbung durch die Terz oder die Septime. Dies liegt unter anderem daran, dass die None nicht nur ein harmonischer Oberton zum Grundregister (9. Teilton, z. B. 8⁄9′  zu 8′), sondern auch zur Quinte (3. Teilton, z. B. 8⁄9′ zu 8⁄3′ = 2 2⁄3′) ist.

### Höhere Partialtöne
Zur 16′-Basis und zur 8′-Basis kommen vereinzelt höhere Aliquoten als Einzelregister vor, so die Undezime im Elftelfußmaß (zu 8′: 8⁄11′; zu 16′: 1 5⁄11′), die Tredezime im Dreizehntelfußmaß (zu 8′: 8⁄13′; zu 16′: 1 3⁄13′) und die Quintdezime oder reine große Septime im Fünfzehntelfußmaß (zu 8′: 8⁄15′; zu 16′: 1 1⁄15′). Beim 15. Teilton kommt ein ähnlicher Effekt wie bei der None zum Tragen, denn die reine große Septime ist nicht nur ein harmonischer Oberton zum Grundregister (15. Teilton, z. B. 8⁄15′ zu 8′), sondern auch zur Terz (3. Teilton, z. B. 8⁄15′ zu 8⁄5′ = 1 3⁄5′). Dieser Effekt wird in dem seltenen Register Terzsept 2-fach 1 3⁄5′ + 8⁄15′ genutzt. Die kleine Sekunde im Siebzehntelfußmaß gibt es nur in gemischten Stimmen. Auch die kleine Terz oder reine Mollterz im Neunzehntelfußmaß gibt es als Einzelregister als 16⁄19′ zur 16′-Basis. Vereinzelt tauchen in gemischten Stimmen sogar noch höhere Aliquoten auf.
Auch die übrigen hier erwähnten Aliquoten kommen größtenteils in gemischten Stimmen (Hölzern Gelächter, Stabspiel, Unruh, Obertöne) vor.
Höhere Aliquoten erzeugen recht eigentümliche Klangfärbungen, die in hoher Lage in ein Rauschen übergehen können. Zudem besteht bei höheren Aliquoten zum 8′ das Problem, dass diese in der höchsten Lage die Hörbarkeitsgrenze überschreiten würden. Für dieses Problem gibt es drei Lösungen. Man lässt diese Aliquoten bei Erreichen der festgelegten Tongrenze einfach wegfallen. Bei Erreichen der Tongrenze werden sie in gemischten Stimmen durch tiefere Aliquoten ersetzt oder es wird eine Oktavrepetition durchgeführt. Letzteres impliziert dann jedoch ab dem Repetitionspunkt eine 16′-Basis, was für den Gesamtklang problematisch sein kann.

## Gemischte Aliquotregister
Zu den gemischten Aliquotregistern gehören die Register Sesquialter und Tertian sowie seltenere Register wie Hölzern Gelächter, Glockenton oder Faberton. Die Mixturen gehören nicht zu den Aliquotregistern, selbst wenn sie eine Terz oder gar eine Septime enthalten.
Siehe auch: Gemischte Stimme

## Unharmonische Aliquotregister

### Mollterz
Von der Mollterz gibt es zwei Varianten. Es kann sich dabei um die harmonische (reine) kleine Terz, die den 19. Partialton erklingen lässt, handeln (siehe „Höhere Partialtöne“). Die unharmonische Mollterz ist kein harmonischer Oberton zu den Grundstimmen (Oktaven). Das Frequenzverhältnis dieser Mollterz zur Quinte ist 5:6. Diese Mollterz wird z. B. mit 1 2⁄3′ oder 3 1⁄3′ gekennzeichnet. Die unharmonische Mollterz ist meist Bestandteil gemischter Stimmen.

### Quartsextzimbel
Hierbei handelt es sich um eine spezielle Bauweise der Zimbel. So wird bei der auch als „Modell Cappel“ bezeichneten Bauweise wie folgt verfahren: Auf jedem C und jedem F erfolgen die Repetitionen. Auf jedem F erklingen die Töne f4, a4 und c5, was einem Durakkord in Grundstellung entspricht. Da die drei Chöre rein intoniert sind, sind sie harmonische Obertöne zu den Grundstimmen, wie es auch bei einer Terzzimbel üblich ist. Der Durakkord in Grundstellung erklingt auf jedem der Töne F bis H. Auf jedem C erklingen wieder die drei Töne f4, a4 und c5, was einem Durakkord in Quartsextstellung entspricht, wobei die Töne f4 und a4 keine harmonischen Obertöne zu den Grundstimmen sind. Der Durakkord in Quartsextstellung erklingt auf jedem der Töne C bis E.

## Geschichte
Ob die Orgeln der Antike, die teilweise über Register verfügten, auch Aliquotregister enthielten, ist nicht bekannt, dürfte aber unwahrscheinlich sein. Allenfalls eine Quinte wäre denkbar. Mit der Wiedereinführung von Orgelregistern (Stimmscheidung) im ausgehenden Mittelalter tauchten zunächst Quinten auf, die aber streng genommen noch keine Aliquotregister waren, sondern zum Labialplenum gezogen wurden. In den Orgeln der Renaissance tauchten die ersten echten Aliquoten, weit mensurierte Quinten und nun auch die Terz auf. Für lange Zeit war mit der Terz die Grenze erreicht. Im 18. Jahrhundert gab es erste Versuche mit der Septime, durchsetzen konnte sie sich aber erst im 20. Jahrhundert. Die None kam erst im 20. Jahrhundert in Gebrauch. In modernen Großorgeln sind teilweise auch noch höhere Aliquoten disponiert.